# Шоломович, Давид Григорьевич
Дави́д Григо́рьевич Шоломо́вич (11 сентября 1914, Самара — 27 августа 1965, Москва) — советский оператор документального кино, фотограф, фронтовой кинооператор в годы Великой Отечественной войны. Лауреат Сталинской премии первой степени (1942).

## Биография
Родился в Самаре в еврейской семье служащих.
После окончания в 1932 году Самарского теплотехникума работал фотокорреспондентом краевой газеты «Волжская коммуна». В период 1935—1939 годов обучался на операторском факультете ВГИКа в Москве, по окончания был направлен на Ростовскую студию кинохроники, с февраля 1940 года — оператор.
Призван в Красную армию в октябре 1941 года. Как оператор Центральной студии кинохроники с декабря того же года служил во фронтовых киногруппах Южного, Юго-Западного, Закавказского, Северо-Кавказского, 2-го Белорусского, 1-го Украинского, 4-го Украинского фронтов, а также в 4-й и 8-й воздушных армиях в звании военинженера 2 ранга, затем инженера-майора. Кроме военных операций с пехотой и танковыми частями участвовал в боевых вылетах в штурмовых, гвардейских, бомбардировочных авиаполках.
Из характеристики оператора 2-й категории Д. Г. Шоломовича:

Оператор Шоломович бесспорно один из лучших военных репортёров, работает очень продуктивно, с большой напористостью и с хорошими результатами. Во фронтовой работе неоднократно проявлял себя как мужественный хроникёр. За истёкшее полугодие снова неоднократно участвовал в боевых вылетах, увеличив их число до 27. Снимая для фильма «Битва за Кавказ», дал очень хорошие лётные кадры, показывающие работу штурмовиков и бомбёжку нашей авиацией Керченского пролива, где атакам наших самолетов подвергались суда противника.
— 31 марта 1944 г., ст. редактор Попов
По окончании войны за отказ работать на переферийной студии был уволен с ЦСДФ и с октября 1945 года зачислен фотокорреспондентом в Советское информационное бюро, где проработал почти два года. С  августа 1947 года восстановлен в операторской категории на ЦСДФ.
Автор сюжетов для кинопериодики «Железнодорожник», «Пионерия», «Советский спорь», «Союзкиножурнал», «СССР на экране».
С мая 1948 года — фотокорреспондент Агентства печати «Новости». Принимал активное участие в подготовке и проведении Всемирного конгресса за разоружение и мир.
Член ВКП(б) с 1941 года, член Союза журналистов СССР и Союза кинематографистов СССР.
Скончался 27 августа 1965 года. Похоронен на Новом Донском кладбище.

## Фильмография
- 1939 — Приём во ВГИК (совместно с Д. Каспием, И. Котлерманом)
- 1940 — Боевые страницы
- 1940 — День нового мира (в соавторстве)
- 1940 — Республика гор / Дагестан (совместно с М. Пойченко)
- 1941 — Казаки Дона
- 1941 — По Дагестану (совместно с М. Пойченко)
- 1942 — За родной Донбасс / Советский народ в боях за Родину (освобождение Донбасса) (совместно с А. Левитаном, М. Пойченко)
- 1943 — Кавказ / Битва за Кавказ (не выпущен; в соавторстве)
- 1943 — Краснодарский процесс / Приговор народа (в соавторстве)
- 1944 — Битва за Севастополь (в соавторстве)
- 1944 — Летающие крепости (совместно с Л. Котляренко, Б. Шером, С. Школьниковым, В. Штатландом)
- 1944 — Наши женщины (совместно с Г. Симоновым, С. Семёновым)
- 1944 — В Восточной Пруссии (в соавторстве)
- 1945 — В логове зверя (Восточная Пруссия) (фронтовой спецвыпуск № 11) (в соавторстве)
- 1945 — В Померании (фронтовой спецвыпуск № 5) (в соавторстве)
- 1945 — Всесоюзный парад физкультурников / Всесоюзный физкультурный парад (цветной и ч/б варианты; в соавторстве)
- 1945 — Освобождение Советской Белоруссии (в соавторстве)
- 1945 — Победа на Правобережной Украине и изгнание немецких захватчиков за пределы украинских советских земель (в соавторстве)
- 1948 — Зимняя спартакиада народов РСФСР (в соавторстве)
- 1948 — На страже мира (30 лет Советской армии) (в соавторстве)

## Награды
- Сталинская премия первой степени (11 апреля 1942) — за фильм «День нового мира»[7][9];
- орден Красной Звезды (2 апреля 1943)[4];
- орден Красного Знамени (21 февраля 1945)[10];
- два ордена Отечественной войны II степени (7 июня 1945; 2 сентября 1945)[5][11];
- медаль «За оборону Кавказа»[7];
- медаль «За взятие Кёнигсберга»[7];
- медаль «За победу над Германией в Великой Отечественной войне 1941—1945 гг.»[7];
- медали СССР[7].

## Память

Памятный знак ростовским
фронтовым кинооператорам.
Пушкинская улица, 125

Все оставшиеся после Д. Г. Шоломовича фотографии и негативы в 1980 году безвозмездно переданы его семьёй в Российский государственный архив кинофотодокументов в Красногорске.

## Известные фотографии
- 1959 — «Российский дирижер К. Иванов»
- 1960 — «Авиаконструкторы А. И. Микоян, А. С. Яковлев и А. Н. Туполев»
- 1960 — «На новогодней ёлке в Колонном зале Дома Союзов»
- 1960 — «Беседа К. Ворошилова с депутатом ВС СССР»
- 1962 — «Маршал Авиации Вершинин К. А.»
- 1963 — «Художник Н. Жуков»
- 1965 — «Знамя Победы на параде, посвящённом 20-летию Победы»